# Černý jestřáb sestřelen
Černý jestřáb sestřelen (anglicky Black Hawk Down) je americký válečný snímek, velmi volně vycházející ze stejnojmenné knihy spisovatele Marka Bowdena, který v roce 2001 natočil režisér Ridley Scott o událostech během vojenské operace Operace Gothic Serpent.

## Děj
Film vyobrazuje poslední bojovou akci americké operace Gothic Serpent, která se udála 3. října 1993 v somálském Mogadišu. Tato akce vešla do historie jako první bitva o Mogadišo. Film zachycuje atmosféru na americké základně před bitvou a hlavně bitvu samotnou. V této bitvě proti sobě stojí americká jednotka speciálně utvořená aby v Mogadišu našla a zatkla vůdce jednoho z tamějších válčících klanů, Mohameda Farrah Aidída, který se podle Američanů provinil zločiny proti lidskosti. Pod jeho velením jeho klan zabavoval dodávky jídla (součást mezinárodní humanitární pomoci) určené pro zoufale hladovou somálskou veřejnost, což způsobilo smrt hladomorem tisícům Somálců. Americká jednotka Task Force Ranger nebyla ani po šesti týdnech schopna Aidída dopadnout, začala proto zatýkat jeho nejbližší společníky. Bitva, kterou film zachycuje, byla původně plánována jako rychlý přepad za účelem zatčení Omara Salada a Hassana Awaleho. Při akci, která byla odhadována na 30 minut, byl sestřelen vrtulník UH-60 Black Hawk, čímž se z přepadu stala záchranná operace, která si nakonec vyžádala další vrtulník, 19 životů, 73 zranění na straně amerických jednotek, 3 životy z řad jednotek Spojených národů a asi tisíc mrtvých Somálců.

## Obsazení
| Josh Hartnett         | Matt Eversmann        |
| Ewan McGregor         | John Grimes           |
| Jason Isaacs          | Michael D. Steele     |
| Tom Sizemore          | Danny McKnight        |
| William Fichtner      | Jeff Sanderson        |
| Eric Bana             | Norm 'Hoot' Hooten    |
| Sam Shepard           | William F. Garrison   |
| Ewen Bremner          | Shawn Nelson          |
| Tom Hardy             | Thomas Hardy          |
| Ron Eldard            | Michael Durant        |
| Charlie Hofheimer     | James 'Jamie' Smith   |
| Hugh Dancy            | Class Kurt Schmid     |
| Tom Guiry             | Thomas Guiry          |
| Brian Van Holt        | Jeff Struecker        |
| Steven Ford           | Joe Cribbs            |
| Ioan Gruffudd         | John Beales           |
| Matthew Marsden       | Dale Sizemore         |
| Nikolaj Coster Waldau | Gary Gordon           |
| Orlando Bloom         | Todd Blackburn        |
| Johnny Strong         | Randy Shughart        |
| Kim Coates            | Wex                   |
| Zeljko Ivanek         | Gary Harrell          |
| Glenn Morshower       | Tom Matthews          |
| Enrique Murciano      | Lorenzo Ruiz          |
| Jeremy Piven          | Cliff 'Elvis' Wolcott |
| Richard Tyson         | Daniel Busch          |
| Carmine Giovinazzo    | Mike Goodale          |
| George Harris         | Osman Ali Atto        |